# Arrondissement di Troyes
L'arrondissement di Troyes è un arrondissement dipartimentale della Francia situato nel dipartimento dell'Aube, nella regione Grand Est.

## Storia
Fu creato nel 1800 sulla base dei preesistenti distretti. Nel 1926 vi furono integrati gli arrondissement soppressi di Arcis-sur-Aube e di Bar-sur-Seine.

## Composizione
L'arrondissement è composto da 247 comuni raggruppati in 22 cantoni:
- cantone di Aix-en-Othe
- cantone di Arcis-sur-Aube
- cantone di Bar-sur-Seine
- cantone di Bouilly
- cantone di Chaource
- cantone di La Chapelle-Saint-Luc
- cantone di Ervy-le-Châtel
- cantone di Essoyes
- cantone di Estissac
- cantone di Lusigny-sur-Barse
- cantone di Mussy-sur-Seine
- cantone di Piney
- cantone di Ramerupt
- cantone di Les Riceys
- cantone di Sainte-Savine
- cantone di Troyes-1
- cantone di Troyes-2
- cantone di Troyes-3
- cantone di Troyes-4
- cantone di Troyes-5
- cantone di Troyes-6
- cantone di Troyes-7